# Antonio Marano
Antonio Marano (Ascoli Satriano, 22 febbraio 1956) è un politico, manager e dirigente televisivo italiano.

## Biografia

### Gli inizi
In cerca di miglior fortuna, si trasferisce dalla provincia di Foggia a Varese, dove svolgerà la sua attività di architetto; successivamente, inizia ad occuparsi di televisione, dapprima con la qualifica di direttore esecutivo di Rete 55, poi passa al gruppo Peruzzo, in cui diventa direttore commerciale di Rete A.
Negli anni '90 è consulente della Cecchi Gori Communication e prende parte alla nascita della rete televisiva Italia 9 Network.

### Deputato alla Camera
Alle elezioni politiche del 1994 viene eletto alla Camera dei deputati, nelle file della Lega Nord, farà parte delle commissioni Trasporti, Vigilanza RAI e della Commissione speciale per il riordino del settore radiotelevisivo, ricoprirà anche l'incarico di sottosegretario alle Telecomunicazioni, vi rimarrà fino al 17 gennaio 1995 quando cadrà il primo governo Berlusconi. La sua carriera politica durerà fino all'8 maggio 1996.

### Direzione di Rai 2
Nel 2002, dopo essere stato consigliere delegato di Stream News, viene nominato direttore di Rai 2 al posto di Carlo Freccero, ciò che caratterizzerà la sua prima direzione sarà l'entrata dei reality show, come L'isola dei famosi, Music Farm e La talpa nella programmazione di Rai 2, l'arrivo delle serie televisive e la sospensione del programma Sciuscià di Michele Santoro sostituendolo con Antonio Socci. Successivamente viene trasferito alla Direzione Diritti Sportivi dove resta fino al 2006 quando viene nominato nuovamente Direttore di Rai 2.
Durante la sua seconda direzione alla Seconda rete della Rai, Marano vedrà il reintegro, tramite sentenza, di Michele Santoro, che condurrà la trasmissione Annozero, programma che sarà uno dei più seguiti di Rai 2, Marano durante il periodo della sua direzione cercherà di rendere Rai 2 una rete giovane e concorrente a Italia 1, puntando sui talent show come X Factor, Academy e Scalo 76, programmi comici come Scorie e il talk show L'era glaciale condotto da Daria Bignardi, durante la sua direzione Marano lancerà nuovi volti come Francesco Facchinetti, Nicola Savino, Digei Angelo, Francesca Senette. Marano con Rai 2 ha voluto continuare a puntare sul target giovanile.

### Vicedirettore generale della RAI
Il 20 maggio 2009 Marano venne nominato vicedirettore generale della RAI, insieme a Gianfranco Comanducci, Lorenza Lei e Giancarlo Leone, con delega al coordinamento dell'offerta radiotelevisiva, ha mantenuto l'incarico di direttore di Rai 2 fino al 23 luglio 2009 lasciando l'incarico a Massimo Liofredi. Il 16 dicembre 2010 Marano e Agostino Saccà (allora direttore generale della RAI) furono condannati dalla cassazione a risarcire Michele Santoro per aver sospeso Sciuscià trasmissione che andava in onda su Rai 2. Nel 2012 il direttore generale RAI Lorenza Lei nomina Marano commissario straordinario al Festival di Sanremo 2012 dopo le polemiche provocate da Adriano Celentano contro i giornali cattolici Avvenire e Famiglia Cristiana.

### Incarichi recenti
Nel febbraio 2016 il direttore generale Antonio Campo Dall'Orto, su richiesta dello stesso Marano, lo nomina presidente della concessionaria Rai Pubblicità.
Nel gennaio 2021 diventa direttore commerciale della Fondazione Milano Cortina 2026, la fondazione organizzatrice delle Olimpiadi Invernali del 2026.

## Vicende giudiziarie
A novembre 2012 viene condannato in primo grado a un anno e mezzo di reclusione per la falsa testimonianza sulle ragioni della espulsione del giornalista Massimo Fini dalla Rai con relativa soppressione, ancora prima della partenza, del suo programma Cyrano. In seguito prosciolto in secondo grado. Fini raccontò che lo stesso Marano gli aveva parlato di “gravi interferenze berlusconiane” e rese note le registrazioni, da lui stesso eseguite, e che documentavano le parole di Marano.